# Молчанов Денис Петрович
Дени́с Петро́вич Молча́нов (16 травня 1987, Кишинів, Молдавська РСР) - український тенісист, що раніше виступав за Молдову.

### Виступи на Олімпіадах
| Дисципліна                      | Стадія | Супротивник | Результат | Місце | Загальне місце |
| Теніс (парний розряд, чоловіки) | 1 коло | Італія      | 0:2       | 2     | 17             |

## Рейтинг на кінець року
| Рік  | Одиночний рейтинг | Парний рейтинг |
| 2014 | 175               | 191            |
| 2013 | 287               | 232            |
| 2012 | 267               | 99             |
| 2011 | 267               | 121            |
| 2010 | 442               | 306            |
| 2009 | 433               | 296            |
| 2008 | 444               | 242            |
| 2007 |                   | 454            |
| 2006 | 778               | 598            |